# Côm lông xám
Côm lông xám (danh pháp khoa học: Elaeocarpus griseopuberulus) là một loài thực vật có hoa trong họ Côm. Loài này được Merr. mô tả khoa học đầu tiên năm 1938.